# Erhard & Söhne
Die Erhard & Söhne GmbH war ein Metallverarbeitendes Unternehmen mit Sitz im baden-württembergischen Schwäbisch Gmünd. Nach einer langen und wechselhaften Geschichte ist das Unternehmen heute Automobilzulieferer und gehört nach Übernahme als Magna Steyr Fuel Systems GmbH Werk Schwäbisch Gmünd zum österreichischen Magna-Steyr-Konzern.

## Geschichte

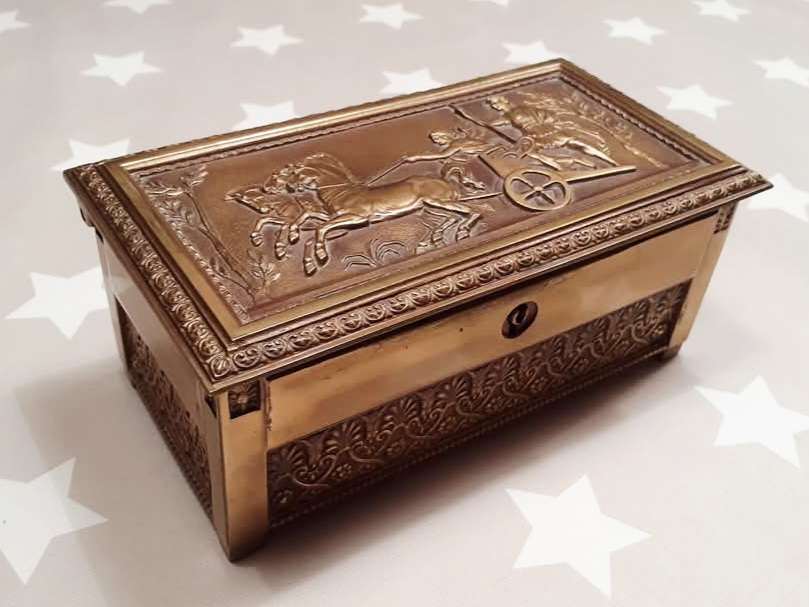
Schatulle von Erhard & Söhne

Carl Gottlieb Erhard, Pfarrerssohn aus Großheppach, konnte sich durch die Heirat mit einer Debler-Tochter in Gmünd ansiedeln. Er wurde Teilhaber der Firma Gerber & Co, schied dort 1843 mit einer Abfindung von 100.000 Gulden aus und gründete mit Hilfe der Söhne Carl und Julius Erhard die Silber- und Metallwarenfabrik Firma Erhard & Söhne. Sie ist heute die älteste produzierende Fabrik der Stadt.
Er warb Fachleute an, um die Fabrikation von im Feuer vergoldeten Metallwaren als Marktlücke auszufüllen. Seine Söhne wurden zu Ziseleuren und Graveuren ausgebildet. Das Unternehmen spezialisierte sich auf Galanteriewaren aus Messing und Bronze, versilbert oder vergoldet. Daneben  wurden Puppenstubenmöbel, Knöpfe, Schnallen, Schlösser, Kreuze, Weihkessel, Firmungsmedaillen, Altarleuchten und Monstranzen gefertigt.
Produziert wurde für den Export und die deutschen Staaten, weswegen das Gebäude 1864 erweitert wurde. Die Firma wuchs auf 3000 Beschäftigte, sodass die Enkelgeneration Carl und Paul Hermann um 1900 weitere Fabrikgebäude errichten ließen.
Die Firma hat nach dem Zweiten Weltkrieg an der Entwicklung des Unimog mitgewirkt und war  unter dem Namen Erhard Automotive ein Hersteller von Tanks für Nutzfahrzeuge.
Anfang 2011 wurde das Unternehmen im Zuge der Finanzkrise vom Automobilzulieferer Magna Steyr übernommen.

## Persönlichkeiten
Der aus Schwäbisch Gmünd stammende Bildhauer Jakob Wilhelm Fehrle machte von 1899 bis 1903 seine Ausbildung zum Ziseleur bei Erhard & Söhne. Max Seiz, ein weiterer Gmünder Bildhauer, absolvierte dort von 1942 bis 1944 eine Ausbildung zum Stahlgraveur.

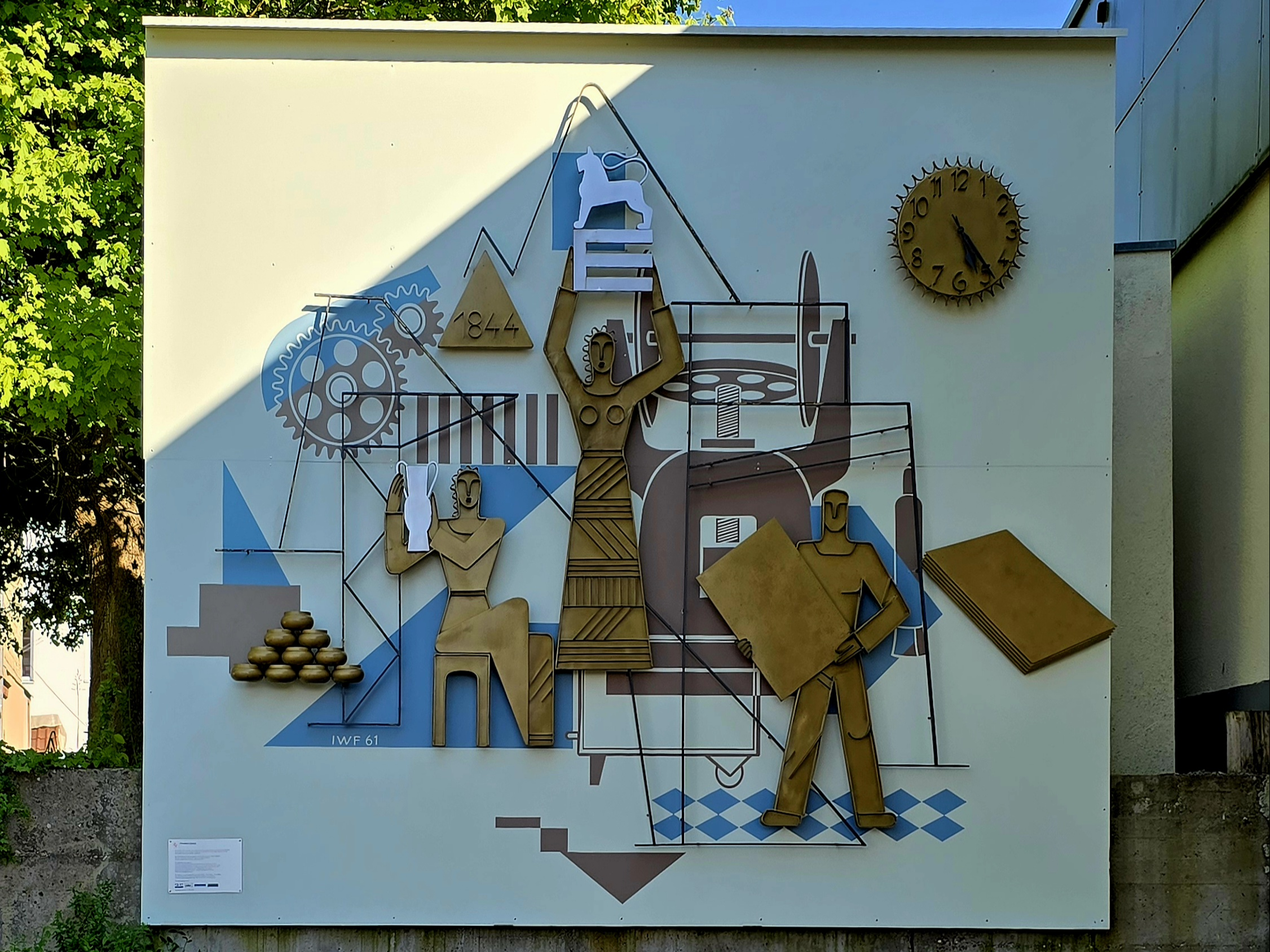
Metall-Plastik von J. W. Fehrle von 1961 am ehemaligen Standort von Erhard & Söhne in Schwäbisch Gmünd